# Wyspa Młyńska w Bydgoszczy

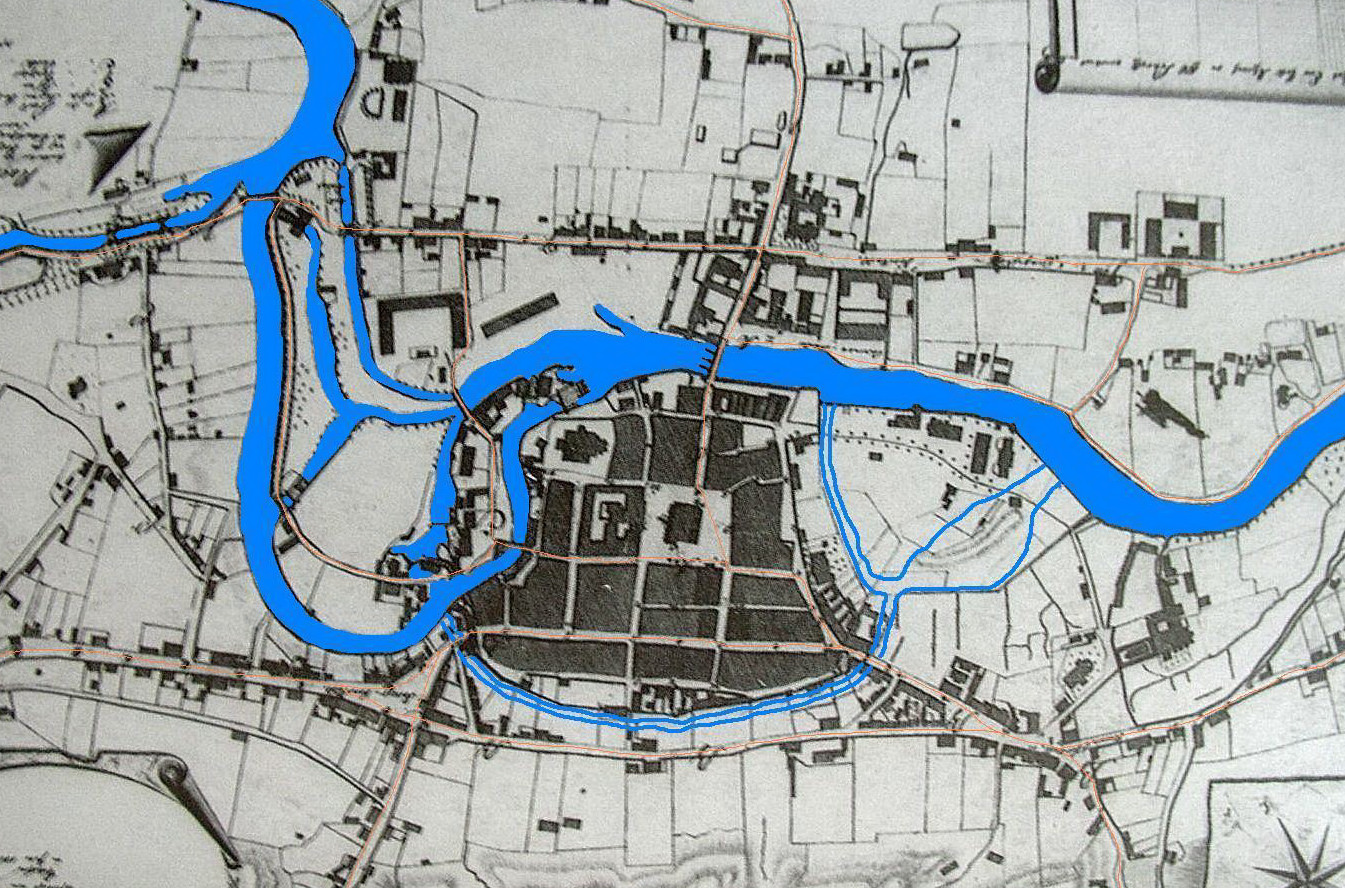
Plan Bydgoszczy z 1800 r. z Wyspą Młyńską złożoną z dwóch części plus dwie groble w części północnej i zachodniej

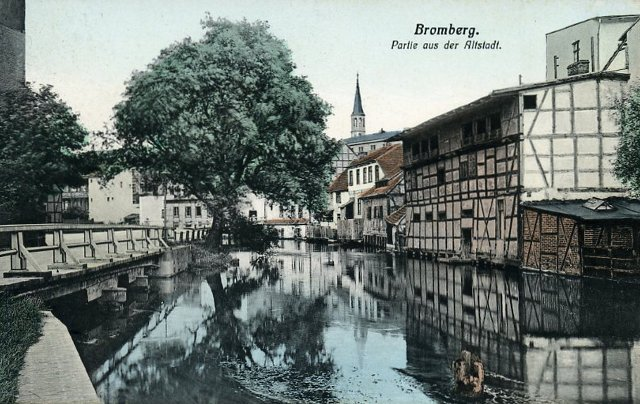
Wenecja Bydgoska – pocztówka z początku XX w.

Wyspa Młyńska – zabytkowa wyspa rzeczna w rejonie staromiejskim Bydgoszczy, o powierzchni ok. 6,5 ha, mieszcząca obiekty kulturalne i rekreacyjne, otoczona bulwarami i urządzeniami hydrotechnicznymi. Wyspa otrzymała w 2012 roku Certyfikat Najlepszy Produkt Turystyczny nadany przez Polską Organizację Turystyczną

## Położenie
Wyspa położona jest pomiędzy głównym nurtem rzeki Brdy a jej odnogą Młynówką, na zachód od Starego Rynku i centrum miasta. Przebiega przez nią tylko jeden trakt: ul. Mennica, której nazwa wywodzi się od mennicy bydgoskiej działającej od 1594 do 1688 r., rozebranej w XIX wieku. Ulica łączy się ze Starym Rynkiem uliczką Ku Młynom, a jej przedłużeniem do ul. Focha jest ul. Tamka, biegnąca po grobli łączącej Wyspę Młyńską ze Śluzą Miejską.

## Charakterystyka
Wyspa Młyńska to jeden z piękniejszych krajobrazowo zakątków Bydgoszczy ze względu na liczne nabrzeża, szumiące jazy wodne, kaskady Międzywodzia, zieleń oraz Wenecję Bydgoską. Położona w strefie staromiejskiej jest symbolem ścisłej symbiozy miasta Bydgoszczy z rzekami i kanałami (Bydgoski Węzeł Wodny). Wyspa pełni funkcje rekreacyjne oraz kulturalne ze względu na obecność licznych obiektów muzealnych oraz sąsiedztwo Opery Nova.
Wyspę przecinają dwa kanały:
- kanał Międzywodzie – historyczny ciek wodny, odtworzony w 2007 r.,
- kanał Zbożowy – od zachodniej strony młynów Rothera[4].

Opływająca Wyspę rzeka Młynówka łączy się z Brdą poprzez dwa jazy: Farny i Ulgowy, a także przepławkę dla ryb. Kolejna przepławka – nieopodal jazu farnego – powstała w 2020.
Od 2006 r. wyspa połączona jest z otaczającym terenem trzema mostkami dla pieszych oraz jednym mostem drogowym:
- kładką Wenecji Bydgoskiej przez Młynówkę przy herbaciarni; umożliwia dojście przesmykiem między kamienicami do ul. Długiej,
- kładką Krzysztofa Klenczona przez Młynówkę przy ul. św. Trójcy; umożliwia przejście z wyspy na dawne przedmieście Poznańskie,
- mostem Miłości przez Brdę przy operze; umożliwia przejście z wyspy do opery i bulwarów nad Brdą,
- mostem Młyńskim przez Młynówkę, umożliwiającym dojazd od Starego Rynku[6].

W środkowej części wyspy znajdują się: łąka rekreacyjna, amfiteatr ukierunkowany na rzekę Brdę (przeznaczony do wyburzenia jesienią 2020) oraz plac zabaw dla dzieci. W pobliżu nabrzeża znajduje się plaża miejska o powierzchni 700 m² z piaskiem morskim pochodzącym z Międzyzdrojów. W części wschodniej Międzywodzie oddziela tzw. wyspę menniczą, na której zlokalizowanych jest szereg obiektów w gestii Muzeum Okręgowego im. Leona Wyczółkowskiego. W Białym Spichrzu dysponującym gotycką piwnicą z krzyżowym sklepieniem z XV wieku, znajdują się zbiory archeologiczne. Kamienica z przełomu XVIII i XIX w. mieści Europejskie Centrum Pieniądza z wystawą dotyczącą mennicy bydgoskiej oraz pieniądza w Europie. Z kolei wnętrza Czerwonego Spichrza zajmuje Galeria Sztuki Nowoczesnej, zaś dawny dom młynarza – centrum recepcyjno-informacyjne zespołu muzealnego. W centralnej części Wyspy mieści się tzw. Dom Leona Wyczółkowskiego z wystawą obejmującą dorobek artysty.
Północno-zachodnią część Wyspy Młyńskiej zajmuje grobla oddzielająca Młynówkę od Brdy, przy której urządzono nabrzeże cumownicze dla jachtów. Jest to element składowy największej w Bydgoszczy mariny wraz z przystanią i hotelem, położonej naprzeciw młynów Rothera.
Wyspa jest połączona z Operą Nova. Naprzeciw północnego nabrzeża znajduje się taras widokowy opery oraz amfiteatr, służący do oglądania przedstawień plenerowych. Jedną z atrakcji wyspy jest kanał Międzywodzie, który ma formę kaskady. Wokół kanału urządzone są nabrzeża i mostki.
Na Wyspie Młyńskiej znajduje się postument z globem ziemskim, upamiętniający 18. południk, który przecina sąsiedni Stary Rynek. Znajdują się tu również obiekty gastronomiczne jak Karczma Młyńska z werandą nad Młynówką, a w kamienicach Wenecji Bydgoskiej – kawiarnie, winiarnie oraz bydgoska warzelnia piwa. Corocznie w czerwcu odbywa się tutaj Bydgoski Festiwal Wodny Ster na Bydgoszcz ukierunkowany na popularyzację Bydgoskiego Węzła Wodnego oraz turystyki na wodach śródlądowych.
W maju 2018 w pobliżu placu zabaw udostępniono pierwszą w mieście ławeczkę przeznaczoną dla matek karmiących piersią.

## Historia
Historycznie wyspa składała się z trzech części:
- północnej – zlikwidowanej po budowie w latach 1772–1774 Kanału Bydgoskiego,
- zachodniej – zasadniczej, środkowej części obecnej wyspy,
- wschodniej (menniczej) – na której od 1594 r. znajdowała się tu jedna z najważniejszych w Rzeczypospolitej mennic. Monety z bydgoskiej mennicy były znane w Europie, w 1621 r. wybito w niej jedne z najokazalszych monet w historii numizmatyki[10].

Wyspę wschodnią i zachodnią rozdzielało Międzywodzie, zasypane w latach 60. XX wieku, odtworzone w formie kaskadowej w 2007 r.

### Okres staropolski
Przez kilka wieków wyspa był królewszczyzną, skąd wzięła się staropolska nazwa Wyspa Królewska. Inną nazwą było Okole, które w XIX wieku zostało przeniesione na pobliską dzielnicę Bydgoszczy zlokalizowaną na Wyspie Kanałowej. Dzisiaj funkcjonująca nazwa Wyspa Młyńska pochodzi od licznych młynów, jakie budowano na wyspie już od XIV wieku, ale ze szczególnym nasileniem w wieku XIX.
Zagospodarowanie Wyspy Młyńskiej rozpoczęto w średniowieczu od części wschodniej. Aby wykorzystać rzekę Brdę do celów gospodarczych i obronnych, przekształcono w końcu XIV wieku układ wodny na obszarze przylegającym od zachodu do miasta lokacyjnego Bydgoszczy. Powstał jaz farny, śluza oraz pogłębiony kanał spławny – obecnie główny nurt rzeki Brdy.
Naprzeciw kościoła farnego przed 1400 r. zbudowano młyn kościelny i łaźnię miejską. Natomiast w miejscu połączenia Międzywodzia z Młynówką powstały młyny królewskie należące do starosty, napędzane nurtem rzeki Młynówki. W 1541 r. były tu duże, napędzane pięcioma kołami młyny starościńskie oraz młyn tartak. Poza młynami zbożowymi zbudowano również młyny słodowe i sukiennicze tzw. folusze do gładzenia sukna i płócien oraz folusze szewskie do gładzenia skór i do mielenia kory – środka potrzebnego do garbowania skór. Wyspa Zachodnia – mniej zabudowana – była miejscem, gdzie mieszczanie zakładali ogrody.
W 1594 r. Wyspa Wschodnia została ogrodzona i założono na niej mennicę prywatną, potem królewską i koronną (państwową).

### Okres pruski 1772–1920
Najistotniejsze przeobrażenia wyspy związane były z budową Kanału Bydgoskiego. W 1774 r. w miejsce warku mennicy zlokalizowanego przy połączeniu kanału Międzywodzie z Młynówką, powstał największy młyn wodny tzw. Herkules (od 1828 r. zwany Henryk). W ostatnim zachowanym budynku mennicy (ul. Mennica 4) zorganizowano garbarnię, na południe od tartaku gorzelnię (1760 r.), natomiast w 1789 r. na gotyckich piwnicach poprzedników powstał szachulcowy Biały Spichlerz. Poza budynkami przemysłowymi i magazynowymi pojawiły się również obiekty mieszkalne: Dom Młynarza (ul. Mennica 8, przed 1772 r.) oraz budynek administracji młynów (ul. Mennica 6, koniec XVIII w.) Dla scalenia wybudowanych w 1789 r. magazynów wojskowych na lewym brzegu Brdy z miejscami przerobu i magazynowania zbóż na Wyspie powstał Most Magazynowy nad Brdą.
W latach 1815–1825 Prusacy dokonali przebudowy wyspy. Usypano groblę łączącą wyspę z ul. Focha, zbudowano kompleks młynów i spichrzów (m.in. poprzednik Czerwonego Spichrza), oraz budynki mieszkalne m.in. na fundamentach dawnej mennicy. Na północnych krańcach wyspy zbudowano młyny Rudolf i Wilhelm (późniejsza kaszarnia, obecnie zespół elektrowni wodnej), murowaną wozownię i obiekty magazynowe. W 1816 r. powstał pierwotnie drewniany Most Młyński, który stanowi przedłużenie ulicy Ku Młynom.
Istniejące na terenie wyspy młyny w 1825 r. przejęło konsorcjum, w skład którego wchodzili m.in. bracia Schickler z Berlina (byli również właścicielami rafinerii cukru urządzonej na terenie dawnego zamku). Schicklerowie w 1826 r. powołali spółkę Bydgoskie Młyny „Herkules”, która produkowała nie tylko na rynek lokalny, lecz także Niemiec, Wielkiej Brytanii, a nawet Brazylii. Przerabiano zboże miejscowe, jak i sprowadzane drogą wodną z Królestwa Polskiego. W młynach znajdował się również tartak, napędzany przez koła wodne.
W 1842 r. przedsiębiorstwo to przejęło państwo pruskie. W młynach królewskich uruchomiono pierwszą w mieście maszynę parową w 1846 r. W latach 1848–1849 stare młyny rozebrano, a w ich miejsce powstał duży kompleks młyński, dzisiaj zwany młynami Rothera. Były to największe młyny w Bydgoszczy, w II połowie XIX w. wspomagane przez mniejsze obiekty tego typu na Czyżkówku (ob. budynek mieszkalny), Skrzetusku (młyny Kentzera, ob. hotel „Słoneczny Młyn”) i pięć innych.
W 1859 r. w miejscu rozebranego młyna wodnego Henryk powstał młyn parowy Camphausa (obecny Czerwony Spichlerz). Natomiast w 1899 r. powstał willowy budynek mieszkalny na wyspie dla członków zarządu młynów (ul. Mennica 7, obecnie Dom Leona Wyczółkowskiego). Na przełomie XIX i XX w. nastąpiło ostateczne przekształcenie formy napędu obiektów przemysłowych na wyspie z wodnej na parową i elektryczną.
Należy również zaznaczyć, że okres od ok. 1870 do 1914 r. to czas powstania zabudowy bydgoskiej Wenecji, czyli ciągu kamienic stanowiących pierzeję rzeki Młynówki od wschodu, południa i zachodu. Malownicza zabudowa schodząca do stóp rzeki stała się atrakcją turystyczną i inspiracją dla dzieł artystów.

### Okres międzywojenny 1920–1939
W latach międzywojennych nastąpiły niewielkie zmiany w zagospodarowaniu Wyspy. W 1924 r. wzniesiono garaże (dziś nieistniejące), rozebrano młyn Rudolf i w jego miejscu zbudowano turbinownię kaszarni. W 1936 r. powstała przystań Wojskowego Klubu Sportowego (rozebrana w 2011 i zrekonstruowana w nowej formie rok później). Z kolei w 1934 r. w związku z poszerzeniem zakola Brdy rozebrano Most Magazynowy, który łączył magazyny wojskowe (teren dzisiejszej Opery) z młynami na Wyspie.

### Okres powojenny
Po II wojnie światowej wszystkie obiekty młyńskie na Wyspie należały do Państwowego Przedsiębiorstwa Zbożowo-Młynarskiego. Rozbudowano przystań WKS „Zawisza”, urządzono posterunek wodny policji oraz wzniesiono portiernię kaszarni przy Białym Spichrzu. W 1964 r. przebudowano w obecnej formie Most Młyński. Pod koniec lat 60. XX w. zasypano dwa kanały: Międzywodzie (w całości) oraz Kanał zbożowy (w części) przez co wyspa została scalona w jedną całość. Razem z międzywodziami zniknęły mostki zbudowane nad ciekami (m.in. historyczny Most Pilarski nad Międzywodziem).
W 1978 na Wyspie umieszczono jako pomnik samolot MiG-15, który stał tu kilka miesięcy w 1978 r. W latach 80. umieszczono tu z kolei działo artyleryjskie.
Pierwsze plany rewitalizacji Wyspy i przeznaczenia obiektów na cele muzealne pochodzą z lat 70. XX w. Część obiektów oddano wtedy w użytkowanie Muzeum Okręgowemu. W latach 90. XX wieku młyny zostały sprzedane prywatnym inwestorom, a pozostałe nieruchomości zostały przekazane na własność Muzeum Okręgowemu im. Leona Wyczółkowskiego. Rewitalizacja Wyspy doszła do skutku dopiero po 2004 r., po otrzymaniu funduszy na ten cel ze środków Unii Europejskiej. Kompleksowe prace wykonano w latach 2006–2010, w latach 2011–2012 zbudowano nową przystań wodną (marinę) w miejscu dotychczasowej przystani WKS Zawisza. Trwająca od szeregu lat przebudowa młynów Rothera na hotel została wstrzymana, a w 2013 obiekt przejęło miasto.
W 2015 wyburzono na Wyspie budynek, który przez wiele dziesięcioleci po II wojnie światowej stanowił siedzibę komisariatu wodnego milicji, a następnie krótko policji (ul. Mennica 9). W jego miejsce rozpoczęto budowę budynku restauracji w kształcie elipsy, w 2018 wstrzymaną z powodu bankructwa inwestora, mimo prób jej wznowienia z przeznaczeniem budynku na biura i bar.
W latach 2016–2023 prowadzone są prace polegające na rewitalizacji Młynów Rothera (przebudowa na cele ekspozycyjne). 2020 przeprowadzono przebudowę amfiteatru i usunięto toalety,  (szacowany koszt realizacji: 2,5 mln zł). Pomiędzy młynami a samą wyspą zbudowano tarasy z fontannami.
W 2022 w budżecie miasta zaplanowano środki na modernizację oświetlenia, wykonanie iluminacji budynków, nowe nasadzenia oraz wymianę kamiennych okładzin niecki Międzywodzia. 

## Zabytki
Wyspa Młyńska wraz z drzewostanem została w 1995 r. wpisana w całości do rejestru zabytków pod nr rej.: A/438/1 z 16.02.1995, zaś zespół budynków pod nr rej. A/328/1-9 z 9.06.1992. O zabytkowym charakterze wyspy stanowi: układ przestrzenny, starodrzewy, monumentalny zespół młyna i magazynów zbożowych wraz z wolno stojącymi budynkami w otoczeniu zieleni.
Najwięcej budynków znajduje się na dawnej wyspie menniczej. Z dawnej zabudowy XVII-wiecznej mennicy zachowały się relikty w postaci fundamentów i sklepień piwnic.

### Stare spichlerze
| Nr | Obiekt             | Adres       | Lata budowy | Uwagi | Zdjęcie |
| 1. | Biały Spichlerz    | Mennica 1/2 | 1789–1799   | Zbudowany na fundamentach spichlerza z XV wieku nad Brdą, z przeznaczeniem na magazyn zbożowy. Posiada gotyckie piwnice z ok. 1480 r. Od 1979 r. użytkowany przez Muzeum Okręgowe im. L. Wyczółkowskiego (w 1997 r. przekazany muzeum na własność), od 1992 r. mieścił się tu dział historii, obecnie są tu Zbiory Archeologiczne.                                                              |         |
| 2. | Karczma Młyńska    | Mennica 1   | 1835        | Obiekt magazynowy (spichlerz), potem wozownia. Mieści restaurację z werandą nad Młynówką. |         |
| 3. | Czerwony Spichlerz | Mennica 8   | 1861        | Zbudowany w miejscu, gdzie od XV wieku mieścił się młyn starościński, potem wark mennicy i ponownie XVIII-wieczne młyny. W obecnej formie wzniesiony jako tzw. Młyn Camphausena. Od 1979 r. użytkowany przez Muzeum Okręgowe im. Leona Wyczółkowskiego (urządzano sezonowe wystawy sztuki współczesnej), w 1997 r. przekazany muzeum na własność. Od 2008 r. mieści Galerię Sztuki Nowoczesnej. |         |

### Budynki
| Nr | Obiekt                             | Adres     | Lata budowy           | Uwagi | Zdjęcie |
| 1. | Europejskie Centrum Pieniądza      | Mennica 4 | XVII wiek, 1786, 2008 | Budynek wzniesiony w XVII w., przebudowany w 1786 r. i na przełomie wieków XIX-XX na mieszkania dla urzędników młyna. Od 2008 r. użytkowany przez Muzeum Okręgowe im. Leona Wyczółkowskiego, jako Europejskie Centrum Pieniądza. |         |
| 2. | Centrum Pracy i Przedsiębiorczości | Mennica 6 | 1775–1800             | Dom zbudowany dla administracji młynów, przebudowany na przełomie wieków XIX-XX. Od 18 lutego 2008 r. użytkowany przez bydgoskie Centrum Pracy i Przedsiębiorczości. W 2017 r. przekazany na własność Muzeum Okręgowego im. Leona Wyczółkowskiego w Bydgoszczy. |         |
| 3. | Dom Wyczółkowskiego                | Mennica 7 | 1899                  | Wzniesiony jako budynek mieszkalny dla urzędników młyna. Od 1975 r. użytkowany przez Muzeum Okręgowe im. Leona Wyczółkowskiego w Bydgoszczy (Dział Numizmatyki, Dział Grafiki, Dział Inwentaryzacji, Pracownia Konserwacji, Pracownia Fotograficzna i Plastyczna). W 1994 r. przekazany muzeum na własność. Od 2009 r. urządzono w nim Dom Leona Wyczółkowskiego ze stylizowanymi wnętrzami z epoki. |         |
| 3. | Dom Młynarza                       | Mennica 8 | 1774                  | Dom zbudowany jako mieszkanie pracowników młyna. Od 1979 r. użytkowany przez Muzeum Okręgowe im. Leona Wyczółkowskiego w Bydgoszczy (Dział Etnografii i Dział Oświatowy, a od 1992 r. Dział Archeologii). W 1997 r. przekazany został muzeum na własność. Od 2008 r. mieści Centrum Informacji Muzealnej (dom ten rozebrano i odtworzono w poprzedniej postaci).                                     |         |
| 4. | Przystań Bydgoszcz                 |           | 2012                  | Kompleks, mieszczący hotel z 22 miejscami, salę gastronomiczną, część biurowo-administracyjną oraz część sportową z salą treningową, magazynem dla 16 łodzi wiosłowych, 5 motorowych oraz 80 kajaków, warsztatem naprawczym, szatniami, sauną, gabinetem masażu oraz salą dydaktyczną. Nabrzeże Brdy od mostów Solidarności do jazu ulgowego mieści pomost spacerowy oraz cumowniczy dla 12 jachtów. |         |

Wszystkie budynki zrewitalizowano w latach 2007–2009 przy wsparciu środków z Unii Europejskiej.

### Dawne młyny i obiekty poprzemysłowe
| Nr | Obiekt                        | Adres                           | Lata budowy   | Uwagi | Zdjęcie |
| 1. | Młyny Rothera                 | Mennica 10                      | 1849–1851     | Państwowy młyn parowy i spichlerz mączny, od 1921 r. w gestii skarbu państwa polskiego, w latach 1928–1995 obiekt produkcyjny Państwowego Przedsiębiorstwa Zbożowo-Młynarskiego. |         |
| 2. | Stara kaszarnia i turbinownia | Mennica 1/3                     | 1898, 1923    | Kaszarnia stoi na fundamentach pierwszego młyna królewskiego z końca XIV w. Turbinownia została zbudowana dla potrzeb elektrowni wodnej wykorzystującej spadek rzeki Młynówki.   |         |
| 3. | Stara farbiarnia              | Świętej Trójcy – nad Młynówką   | 1883          | Chemiczna pralnia i farbiarnia Wilhelma Koppa, użytkowana do lat 90. XX w., przewidywana do przebudowy na lofty mieszkalne, względnie hotel.                                     |         |
| 4. | Stara rafineria               | Czartoryskiego 4 – nad Młynówką | koniec XIX w. | Tartak, łaźnia i rafineria spirytusu C. A. Franke, założona w 1827 r., upaństwowiona po II wojnie światowej.                                                                     |         |

### Zabytki hydrotechniczne
| Nr | Obiekt        | Adres           | Lata budowy   | Uwagi | Zdjęcie |
| 1. | Śluza Miejska | Marcinkowskiego | 1774, 1912    | Śluza wodna na Brdzie oraz budynki maszynowni, sterowni i dom śluzowego.                                                                  |         |
| 2. | Jaz Farny     | Mennica 1/3     | XV wiek, 1899 | Jaz przepuszczający wodę z Młynówki do Brdy, przy różnicy poziomów wody 3,36 m, dawniej wykorzystywany do zawodów w kajakarstwie górskim. |         |
| 3. | Jaz Ulgowy    | Tamka           | 1920          | Jaz przepuszczający wodę z Młynówki do Brdy, w razie podwyższonego przepływu wody.                                                        |         |

### Wenecja Bydgoska
Wenecja Bydgoska stanowi malowniczy zespół kamienic zbudowanych nad rzeką Młynówką. Jest to jedna z głównych atrakcji wyspy. Od strony kamienic w 2001 r. wybudowano kamienny bulwar, zaś z drugiej strony rzeki aleję spacerową. Kamienice Wenecji Bydgoskiej wzniesiono w II połowie XIX wieku. Niektóre z nich są w złym stanie technicznym, inne odremontowane – mieszczą biura, kluby, kawiarnie, winiarnie, a także bydgoską warzelnię piwa.

### Mosty i kładki
| Nr | Obiekt                          | Długość [m] | Rodzaj                            | Uwagi | Zdjęcie |
| 1  | Most Jana Kiepury               | 30,4        | dla pieszych                      | następca mostu Magazynowego (1789–1934), łączy północne nabrzeże Brdy (bulwar im. Gabriela Narutowicza) oraz amfiteatr Opery Nova z Wyspą Młyńską     |         |
| 2  | Most Młyński                    | 16,9        | drogowy, dla pieszych             | nad Młynówką – łączy Stary Rynek z Wyspą Młyńską w ciągu ulicy Ku Młynom                                                                              |         |
| 3  | Kładka Wenecji Bydgoskiej       | 15,5        | dla pieszych                      | nad Młynówką – łączy Wyspę Młyńską z nabrzeżem Wenecji Bydgoskiej, skąd można przejść na ul. Długą                                                    |         |
| 4  | Kładka Krzysztofa Klenczona     | 26,0        | dla pieszych                      | nad Młynówką – łączy Wyspę Młyńską z nabrzeżem Wenecji Bydgoskiej, skąd można przejść na ul. Świętej Trójcy                                           |         |
| 5  | Most nad przepławką             | 3,3         | drogowy, dla pieszych             | nad przepławką dla ryb w pobliżu Przystani Bydgoszcz                                                                                                  |         |
| 6  | Most nad jazem Ulgowym          | 9,5         | drogowy, dla pieszych             | most w ciągu ulicy Tamka na grobli oddzielającej Brdę od Młynówki                                                                                     |         |
| 7  | Most Pilarski                   |             | drogowy, dla pieszych             | na kanale Międzywodzie koło Czerwonego Spichrza, łączy Wyspę Menniczą z Wyspą zachodnią                                                               |         |
| 8  | Most na Międzywodziu            |             | dla pieszych                      | most dla pieszych istniejący w XIX wieku na środkowym odcinku Międzywodzia przy Wyspie Menniczej, odbudowany w formie kilku przejść nad Międzywodziem |         |
| 9  | Mosty Młyńskie im. Solidarności | 48,0        | drogowe, tramwajowy, dla pieszych | trzy mosty nad Młynówką, z tego dwa drogowe i tramwajowy, powyżej Starego Miasta w Bydgoszczy, w ciągu ulicy marszałka Focha                          |         |
| 10 | Mosty Portowe im. Solidarności  | 70,7        | drogowe, tramwajowe, dla pieszych | trzy mosty nad Brdą, z tego dwa drogowe i tramwajowy, powyżej Starego Miasta w Bydgoszczy, w ciągu ulicy marszałka Focha                              |         |

## Pomniki
Przez obszar Wyspy Młyńskiej (jak sądzono do początków XXI wieku) przebiega 18. południk, co zostało upamiętnione niewielkim pomnikiem, stojącym przed Białym Spichrzem.

## Zieleń
Wyspa Młyńska jest oazą zieleni w centrum Bydgoszczy. W czasach średniowiecza był to teren zalewowy porośnięty roślinnością łęgową. Później do naturalnej roślinności dodawano sztucznie posadzone drzewa, wzdłuż wytyczonych alei. W 1867 r. groblę łączącą ul. Focha z młynami Rothera obsadzono po stronie zachodniej (od strony Młynówki) szpalerem klonów, lip i wierzb. W 1890 r. na grobli urządzono aleję spacerową obsadzoną szpalerem 16 kasztanowców i 17 lip. Większość z tych drzew przetrwała do dziś.
Druga aleja kasztanowa przetrwała na wschodzie wyspy (od Białego Spichrza do mostku na Młynówce). Trzymetrowej szerokości aleja pochodzi z połowy XIX wieku, a do dzisiaj przetrwało 16 drzew kasztanowca białego.

## Punkty widokowe
W budynku Młynów Rothera w 2022 udostępniono punkt widokowy na dachu - z niego rozpościera się atrakcyjny widok na dużą część miasta. Na Wyspie Młyńskiej na uwagę zasługuje też duża liczba nabrzeży oraz bulwarów, które są dogodnymi punktami widokowymi. Północne nabrzeże umożliwia podziwianie sylwetki Opery Nova odbijającej w wodach Brdy. Szczególnie efektownie wygląda to wieczorem i w nocy, gdy budowla jest podświetlona.
Innym, ciekawym punktem widokowym z wyspy jest grobla oraz most na jazie ulgowym. Stamtąd dobrze prezentuje się nie tylko opera, ale również katedra, Biały Spichlerz i kładka nad rzeką.

## Plan filmowy
Wyspa Młyńska kilkukrotnie stanowiła scenerię dla filmów kinowych i telewizyjnych. W 16. odcinku serialu „Czterej pancerni i pies” (1970) przez Młynówkę przepływa Tomasz Czereśniak (aktor Wiesław Gołas). W filmie Andrzeja Maleszki „Magiczne drzewo” (2008), jedna z kamienic Wenecji Bydgoskiej stanowi mieszkanie bohaterów filmu. W filmie tym zastosowano efekty specjalne, których tło stanowi m.in. Wyspa Młyńska i Stare Miasto w Bydgoszczy.

## Rewitalizacja
W latach 2005–2012 Wyspa Młyńska przechodziła proces rewitalizacji, który miał na celu wyeksponowanie jej wartości kulturowo-rekreacyjnych i podniesienie walorów turystycznych.
Koszt czterech projektów dotyczących wyspy wyniósł blisko 100 mln zł:
- Rewitalizacja na cele rozwoju przedsiębiorczości – wykonany w latach 2005–2006 z pomocą funduszy UE; obejmował on remont przekształcenie jednego z budynków (Mennica 6) na Centrum Pracy i Przedsiębiorczości, renowację nabrzeży, budowę trzech kładek, odtworzenie Międzywodzia[30];
- Renowacja obiektów dziedzictwa kulturowego – wykonany w latach 2006–2008 z pomocą funduszu norweskiego; obejmował on renowację istniejących budynków na wyspie oraz przeznaczenie ich na cele muzealne: Muzeum Archeologii, Muzeum Sztuki, Europejskie Centrum Pieniądza, Dom Wyczółkowskiego[31];
- Budowa infrastruktury rekreacyjnej – wykonany w latach 2008–2011 z pomocą funduszy UE[32]; obejmował remont ulicy Mennica, renowację nabrzeży, budowę alejek i bulwarów wśród roślinności parkowej, budowę amfiteatru, ogrodu nauki, ogrodu jordanowskiego, plaży miejskiej z piaskiem morskim (pow. 700 m²), tarasu widokowego z panoramą Opery Nova[33];
- Rewitalizacja zdegradowanych terenów sportowych – wykonany w latach 2010–2012 z pomocą funduszy UE; obejmował budowę mariny dla jachtów wraz z hotelem i przystanią sportową, remont nabrzeży oraz przepławki dla ryb[34].

Oprócz wymienionych projektów, na Wyspie są prowadzone inwestycje prywatne.
Planowana jest przebudowa Młynów Rothera, zaś kamienice Wenecji Bydgoskiej zagospodarowują prywatni inwestorzy.

W latach 2016–2023 trwała rewitalizacja budynku Młynów Rothera z przeznaczeniem go na cele ekspozycyjne.